# Cynthia Dwork
Pour les articles homonymes, voir Dwork.
Cynthia Dwork, née en 1958, est une informaticienne américaine, professeur à l'université Harvard. Elle y occupe la chaire Gordon McKay en informatique ; elle est également Radcliffe Alumnae Professor au Radcliffe Institute for Advanced Study, et professeure affiliée à la Faculté de droit de Harvard.
Cynthia Dwork est fille du mathématicien américain Bernard Dwork, et sœur de l'historienne Debórah Dwork.

## Carrière
Cynthia Dwork obtient un B.S.E. (Bachelor of Science in Engineering (en)) à l'Université de Princeton en 1979, avec la mention « Cum Laude », et récompensé par le prix Charles Ira Young pour l'« excellence d'une recherche indépendante » Elle obtient un Ph.D. à l'Université Cornell en 1983, préparé sous la direction de John Hopcroft,, avec une thèse intitulée « Bounds on Fundamental Problems in Parallel and Distributed Computation ».
De 1983 à 1985, Cynthia Dwork est post-doc research fellow au MIT Laboratory for Computer Science, puis de 1985 à 2000 elle travaille comme chercheur au IBM Almaden Research Center. Elle passe ensuite une année (2000-2001) comme chercheur au Compaq Systems Research Center, puis elle travaille à partir de 2001 chez Microsoft Research, où elle est distinguished scientist. Depuis janvier 2017, elle est en congé de ce poste et occupe les positions de professeur à Harvard.

## Recherche
Cynthia Dwork est connue pour ses recherches visant à formuler des fondements mathématiques rigoureux à l'analyse des données préservant la zone privée ; ceci comprend l'invention, en 2006, avec Frank McSherry, Kobbi Nissim et Adam D. Smith, de la confidentialité différentielle, qui garantit une confidentialité forte tout en permettant une analyse de données souvent assez précise. L'article fondateur du domaine est Calibrating Noise to Sensitivity
avec une première version, publiée en 2006,. C'est grâce à cet article que ses auteurs Cynthia Dwork, Frank McSherry, Kobbi Nissim et Adam D. Smith obtiennent le prix Gödel 2017.
Dwork a également contribué à la cryptographie et au calcul distribué, et elle est lauréate du prix Dijkstra pour ses premiers travaux sur les fondements de la tolérance aux pannes. Ses contributions en cryptographie incluent le concept de malléabilité élaboré avec Danny Dolev (en) et Moni Naor dès 1991, puis développé en 2003, le premier système cryptographique basé sur l'utilisation de treillis (en anglais Lattice-based cryptography (en)) avec Miklós Ajtai en 1997, qui est aussi le premier système de cryptographie asymétrique pour lequel le déchiffrement d'une instance aléatoire est aussi difficile que la résolution du problème mathématique sous-jacent dans le cas le plus difficile (ceci transforme la difficulté moyenne en celle du cas le pire, dit « worst-case/average-case equivalence »). Avec Naor, elle a aussi été pionnière dans la proposition d'une méthode pour combattre les courriers spam, méthode qui consiste à demander à l'émetteur un certain effort de calcul, ce procédé est connu aussi comme la méthode de preuve de travail, une technique clé à la base de hashcash ou bitcoin.

## Prix et distinctions
Sociétés savantes
- 2008 : Élue Fellow de l'Académie américaine des arts et des sciences (AAAS)[10],[11]
- 2008 : Élue membre de l Académie nationale d'ingénierie des États-Unis[12]
- 2014 : Élue membre de Académie nationale des sciences (États-Unis) des États-Unis
- 2015 : Nommée Fellow de l'Association for Computing Machinery[13]
- 2016 : Élue Fellow de l'American Philosophical Society

Prix
- 2007 : Prix Dijkstra pour leur travail sur le problème du consensus (informatique) en informatique, avec Nancy Lynch et Larry Stockmeyer[14],[15].
- 2009 : PET Award for Outstanding Research in Privacy Enhancing Technologies[16]
- 2016 : Theory of Cryptography Conference Test of Time Award
- 2017 : Prix Gödel avec Frank McSherry, Kobbi Nissim et Adam D. Smith « for their seminal paper that introduced differential privacy »[7].
- 2020 : Prix Knuth[17]
- 2025 : National Medal of Science[18]

## Publications (sélection)
- Cynthia Dwork, Nancy Lynch et Larry Stockmeyer, « Consensus in the presence of partial synchrony », Journal of the ACM, vol. 35, no 2,‎ 1988, p. 288–323 (DOI 10.1145/42282.42283). — Cet article obtient le prix Dijkstra en 2007.

Nonmalleable Cryptography
- (en-US) Danny Dolev, Cynthia Dwork et Moni Naor, « Nonmalleable Cryptography », SIAM Journal on Computing, vol. 30, no 2,‎ 2000, p. 391–437 (ISSN 0097-5397, DOI 10.1137/S0097539795291562)
- Danny Dolev, Cynthia Dwork et Moni Naor, « Nonmalleable Cryptography », SIAM Review, vol. 45, no 4,‎ 2003, p. 727–784 (ISSN 0036-1445, DOI 10.1137/S0036144503429856). — Version plus longue du précédent

Calibrating Noise
- Cynthia Dwork, Frank McSherry, Kobbi Nissim et Adam D. Smith, « Calibrating Noise to Sensitivity  in Private Data Analysis », Theory of Cryptography, Third Theory of Cryptography Conference, TCC 2006, Springer, lecture Notes in Computer Science 3876,‎ 2006, p. 265-284 (DOI 10.1007/11681878_14)
- Cynthia Dwork, Frank McSherry, Kobbi Nissim et Adam Smith, « Calibrating Noise to Sensitivity », Journal of Privacy and Confidentiality, Université Carnegie-Mellon, vol. 7, no 3,‎ 2016 (lire en ligne). — Version nouvelle du précédent

Differential Privacy
- Cynthia Dwork et Aaron Roth, The Algorithmic Foundations of Differential Privacy, Now Publishers, coll. « Foundations and Trends in Theoretical Computer Science », 2014, 286 p. (ISBN 978-1-60198-818-8, lire en ligne). — Publié à la fois comme livre et comme article constituant un numéro de revue :
- Cynthia Dwork et Aaron Roth, « The Algorithmic Foundations of Differential Privacy », Foundations and Trends in Theoretical Computer Science, vol. 9, no (3-4),‎ 2014, p. 211-407.

Thèse
- Cynthia Dwork, « Bounds on Fundamental Problems in Parallel and Distributed Computation », 1983. — Thèse Phd, Université Cornell.